# 145-й стрелковый полк внутренних войск
145-й стрелковый Познанский полк внутренних войск НКВД СССР — воинская часть внутренних войск НКВД СССР, участвовавшая в Великой Отечественной войне.

## История полка
Сформирован в январе 1942 года в Калининской области, включён в состав вновь сформированной 7 мотострелковой дивизии внутренних войск НКВД СССР. В сентябре 1942 года полк передислоцирован на Кавказ. До февраля 1943 года входил в состав Бакинской отдельной стрелковой бригады внутренних войск НКВД СССР. По приказу НКВД СССР № 00495 от 18.03.1943 полк включён в состав Орджоникидзевской стрелковой дивизии внутренних войск НКВД СССР. Приказом НКВД СССР № 00309 от 20.03.1944 в составе дивизии полк включён в состав Управления ВВ НКВД Украинского округа, передислоцирован на территорию Западной Украины. Приказом НКВД СССР № 00357 от 29.03.1944 дивизия переименована в 9-ю стрелковую дивизию внутренних войск НКВД СССР. В октябре 1944 года дивизия расформировывается, составляющие её части передаются на формирование Сводной стрелковой дивизии внутренних войск НКВД СССР (с 04.01.1945 — 64-я стрелковая дивизия внутренних войск), главной задачей которой стала борьба с польским национальным подпольем. Приказом НКВД СССР № 001266 от 13.10.1944 полк включён в состав данной дивизии, 16 октября 1944 года передислоцирован на территорию Польши, по состоянию на 20 октября дислокация штаба полка — Люблин. Приказом Верховного Главнокомандующего Красной Армии № 063 от 04.04.1945 «Присвоение частям и соединениям Красной Армии и Военно-Морского Флота почётных наименований городов, которые они освободили или которыми овладели в упорных боях с противником» полку присвоено почётное наименование «Познанский». С 1 января по 21 сентября 1942 года, с 21 марта по 23 июня 1943 года, с 16 октября 1944 года по 9 мая 1945 года полк входил в состав действующей Армии. Условный номер полка — войсковая часть № 33116. Приказом НКВД СССР № 001155 от 04.10.1945 полк включён в состав 62-й стрелковой дивизии внутренних войск НКВД СССР. Полк расформирован по приказу МВД СССР № 001085 от 07.12.1946.

## Боевая, оперативно-служебная деятельность полка
Полк в полосе действий Калининского, Северо-Кавказского, Закавказского, 1-го Белорусского фронтов нёс гарнизонную службу, выполнял задачи по охране войскового тыла действующей Армии, принимал участие в боевых действиях на передовой линии фронта, с 21 марта по 23 июня 1943 года на Кубани полк в составе отдельной стрелковой дивизии внутренних войск принимал участие в прорыве неприятельского рубежа обороны «Голубая линия». 5—7 мая 1943 года полк при прорыве укреплённой позиции противника на реке Небереджейка вывел из строя 1500 гитлеровцев, на участке атаки 2-го батальона было обнаружено 311 трупов противника. За проявленный героизм при прорыве укреплённой позиции противника на реке Небереджейка командованием полка представлено к награждению государственными наградами СССР 266 военнослужащих полка, из них к ордену Ленина — 6, ордену Красного Знамени — 40; ордену Красной Звезды — 50; медалью «За отвагу» — 120; медалью «За боевые заслуги» — 50 военнослужащих. За образцовое выполнение заданий командования в период боёв по прорыву неприятельской укреплённой линии «Голубая линия» командованием ВВ НКВД СССР полк представлен к награждению орденом Красного Знамени. В составе Орджоникидзевской стрелковой дивизии полк принимал участие в ликвидации политического и уголовного бандитизма на Северном Кавказе, с 24 июня по октябрь 1943 года полк уничтожил 199, ранил 22, взял в плен 362 бандитов, задержал 76 пособников бандитов, 213 дезертиров из Красной Армии, 473 прочих уголовных преступников. В составе 9 стрелковой дивизии внутренних войск полк в Западной Украине принял участие в ликвидации вооружённых отрядов УПА — ОУН. 2—5 сентября 1944 года в районе урочища Прощаница Порицкого района УССР полк совместно с 2-м пограничным полком войск НКВД, 104-м пограничным отрядом ПВ НКВД разгромил курень УПА — ОУН численностью до 800 человек под командованием «Чарнота». С 16 октября 1944 года полк на территории Польши принял участие в ликвидации вооружённых отрядов польского антисоветского националистического подполья и УПА — ОУН, обеспечивал охрану тыла  штурмовавших Познань войск,  выполнял задачи по охране войскового тыла 1-го Белорусского фронта. 16—25 февраля 1945 года в районе Познани подразделения полка уничтожили и пленили до 700 гитлеровцев.

## Командный состав
- Командир полка: Мазанашвили, Георгий Николаевич, подполковник (00.12.1942 — 24.12.1946).
- заместитель командира полка: Шароватов, Гавриил Тимофеевич, подполковник (освобождён приказом МГБ СССР № 784 от 05.03.1947)